# Jissōji Akio kantoku sakuhin Ultraman
Jissōji Akio kantoku sakuhin Ultraman (実相寺昭雄監督作品?, Jissouji Akio Kantoku sakuhin Urutoraman) è un film del 1979 diretto da Akio Jissōji.
Il film tokusatsu è composto in parte da scene tratte dalla serie televisiva Ultraman.

## Mostri apparsi nel film
- Gavadon
- Telesdon
- Chiteijin
- Jamila
- Skydon
- Seabozu
- Baltan
- Red King
- Gomora